# Michael Ott (Leichtathlet)
Michael Ott (* 22. März 1982 in Kilchberg) ist ein Schweizer Marathonläufer und Duathlet. Er ist mehrfacher Schweizermeister.

## Werdegang
2013 qualifizierte sich Michael Ott beim Zürich-Marathon als Fünfter mit seiner persönlichen Bestzeit von 2:16:53 h für die Leichtathletik-Weltmeisterschaften in Moskau, bei denen er auf Rang 40 einlief.
2013 wurde er Schweizermeister Marathon.

Im Oktober 2015 gewann Ott beim Marathon in Luzern in 1:05.43,6 h den Halbmarathon der Männer und stellte einen neuen Streckenrekord ein.
Bei den Leichtathletik-Europameisterschaften 2014 in Zürich platzierte er sich auf dem 37. Rang.
Im Mai 2019 wurde der damals 37-Jährige Schweizermeister Duathlon und er konnte sich diesen Titel im Juni 2022 erneut sichern.

Im September 2022 wurde Michael Ott Dritter im Powerman Zofingen bei der Duathlon-Weltmeisterschaft auf der Langdistanz.

## Sportliche Erfolge
| Datum/Jahr    | Rang | Wettbewerb                                     | Austragungsort | Zeit     | Bemerkung                                                                                        |
| ------------- | ---- | ---------------------------------------------- | -------------- | -------- | ------------------------------------------------------------------------------------------------ |
| 3. Sep. 2022  | 3    | ITU Long Distance Duathlon World Championships | Zofingen       | 06:05:15 | Duathlon-Weltmeisterschaft auf der Langdistanz im Powerman Zofingen                              |
| 12. Juni 2022 | 1    | SUI Duathlon National Championships            | Zug            | 01:45:53 | Duathlon-Staatsmeister beim Zytturm Duathlon Zug (10 km Laufen, 40 km Radfahren und 5 km Laufen) |
| 2019          | 1    | SUI Duathlon National Championships            | Schweiz        |          | Duathlon-Staatsmeister                                                                           |

| Datum/Jahr    | Rang | Wettbewerb                  | Austragungsort | Zeit       | Bemerkung    |
| ------------- | ---- | --------------------------- | -------------- | ---------- | ------------ |
| 25. Okt. 2015 | 1    | SwissCityMarathon – Lucerne | Luzern         | 01:05.43,6 | Halbmarathon |

(DNF – Did Not Finish)